# 윈도우 미디어 인코더
윈도우 미디어 인코더(Windows Media Encoder, WME)는 마이크로소프트가 개발한 프리웨어 미디어 인코더이다. 오디오, 비디오, 컴퓨터 화면을 윈도우 미디어 형식으로 변환하거나 캡처할 수 있다. 넷쇼 인코더(NetShow Encoder)의 뒤를 잇는다. 이후 마이크로소프트 익스프레션 디코더(Microsoft Expression Encoder)에 의해 대체되었다.

## 같이 보기
- 윈도우 미디어 플레이어
- 윈도우 무비 메이커
- 마이크로소프트 익스프레션 디코더